# Wang Zhouzhou
Wang Zhouzhou (né le 20 avril 1977) est un athlète chinois spécialiste du saut en hauteur. 

## Carrière

### Palmarès
| Année | Compétition             | Lieu     | Résultat | Performance |
| ----- | ----------------------- | -------- | -------- | ----------- |
| 2000  | Championnats d'Asie     | Djakarta | 2e       | 2,23 m      |
| 2001  | Jeux de l'Asie de l'Est | Osaka    | 3e       | 2,15 m      |
| 2001  | Universiade             | Pékin    | 5e       | 2,26 m      |
| 2002  | Jeux asiatiques         | Busan    | 2e       | 2,19 m      |
| 2003  | Championnats d'Asie     | Manille  | 1er      | 2,23 m      |

### Records
| Épreuve         | Performance | Lieu     | Date        |
| --------------- | ----------- | -------- | ----------- |
| Saut en hauteur | 2,27 m      | Shanghai | 6 juin 1999 |

| Épreuve         | Performance | Lieu  | Date            |
| --------------- | ----------- | ----- | --------------- |
| Saut en hauteur | 2,24 m      | Pékin | 20 février 2001 |